# I Don't Want Your Love
I Don't Want Your Love è un singolo del gruppo musicale britannico Duran Duran, pubblicato nel settembre 1988 come primo estratto dall'album Big Thing.

## Video musicale
Il videoclip del brano, diretto da Steve Lowe, vede il gruppo imputato di fronte un tribunale pieno di gente e tabloid.
Il chitarrista Warren Cuccurullo appare nel video, anche se non ha suonato nel brano, simulando le parti di Chester Kamen.

## Successo in classifica
I Don't Want Your Love si fermò al quattordicesimo posto nella classifica britannica, venendo superato dal successivo All She Wants Is, nono posto pochi mesi più tardi. Tuttavia riuscì ad ottenere risultati migliori in altre parti del mondo, specialmente in Italia, dove trascorse sei settimane in prima posizione e risultò il singolo più venduto del 1988. Fece molto bene anche negli Stati Uniti, raggiungendo il quarto posto nella Billboard Hot 100 e il primo nella speciale classifica Hot Dance Club Play.

## Tracce
7" Single
1. I Don't Want Your Love (7" Mix) – 3:48
2. I Don't Want Your Love (LP) – 4:05

12" Maxi
1. I Don't Want Your Love (Big Mix) – 7:25
2. I Don't Want Your Love (7" Mix) – 3:47
3. I Don't Want Your Love (LP) – 4:06

- I remix sono curati da Shep Pettibone

## Formazione
Duran Duran
- Simon Le Bon – voce
- John Taylor – basso
- Nick Rhodes – tastiera

Altri musicisti
- Warren Cuccurullo – chitarra
- Chester Kamen – chitarra
- Steve Ferrone – batteria
- Marc Chantereau – percussioni
- Stan Harrison – sassofono
- Patrick Bourgoin – sassofono
- Mac Gollehon – tromba
- Joniece Jamison – cori
- Carole Fredericks – cori

## Classifiche
| Classifica (1988)         | Posizione massima |
| ------------------------- | ----------------- |
| Australia                 | 23                |
| Belgio (Fiandre)          | 15                |
| Germania                  | 31                |
| Irlanda                   | 8                 |
| Italia                    | 1                 |
| Nuova Zelanda             | 12                |
| Paesi Bassi               | 11                |
| Regno Unito               | 14                |
| Spagna                    | 31                |
| Stati Uniti               | 4                 |
| Stati Uniti (alternative) | 13                |
| Stati Uniti (dance club)  | 1                 |
| Svizzera                  | 15                |